# Lukas Raeder
Lukas Raeder (Essen, Alemania, 30 de diciembre de 1993) es un exfutbolista alemán que jugaba de portero.

## Trayectoria
Raeder jugó para el Essener SV, ESC Rellinghausen 06, MSV Duisburgo, Rot-Weiss Essen, y el FC Schalke 04 durante inicios de su carrera.
Raeder fue traspasado al Bayern de Múnich en 2012 proviniendo del FC Schalke 04 tuvo su debut en Bundesliga el 12 de abril de 2014 frente al Borussia Dortmund. Reemplazando a Manuel Neuer en el medio tiempo. También participó en 5-1 en la semifinal de la DFB–Pokal frente al 1. FC Kaiserslautern.
El 7 de julio de 2014 fue fichado por el Vitória Setúbal con un contrato de 3 años.

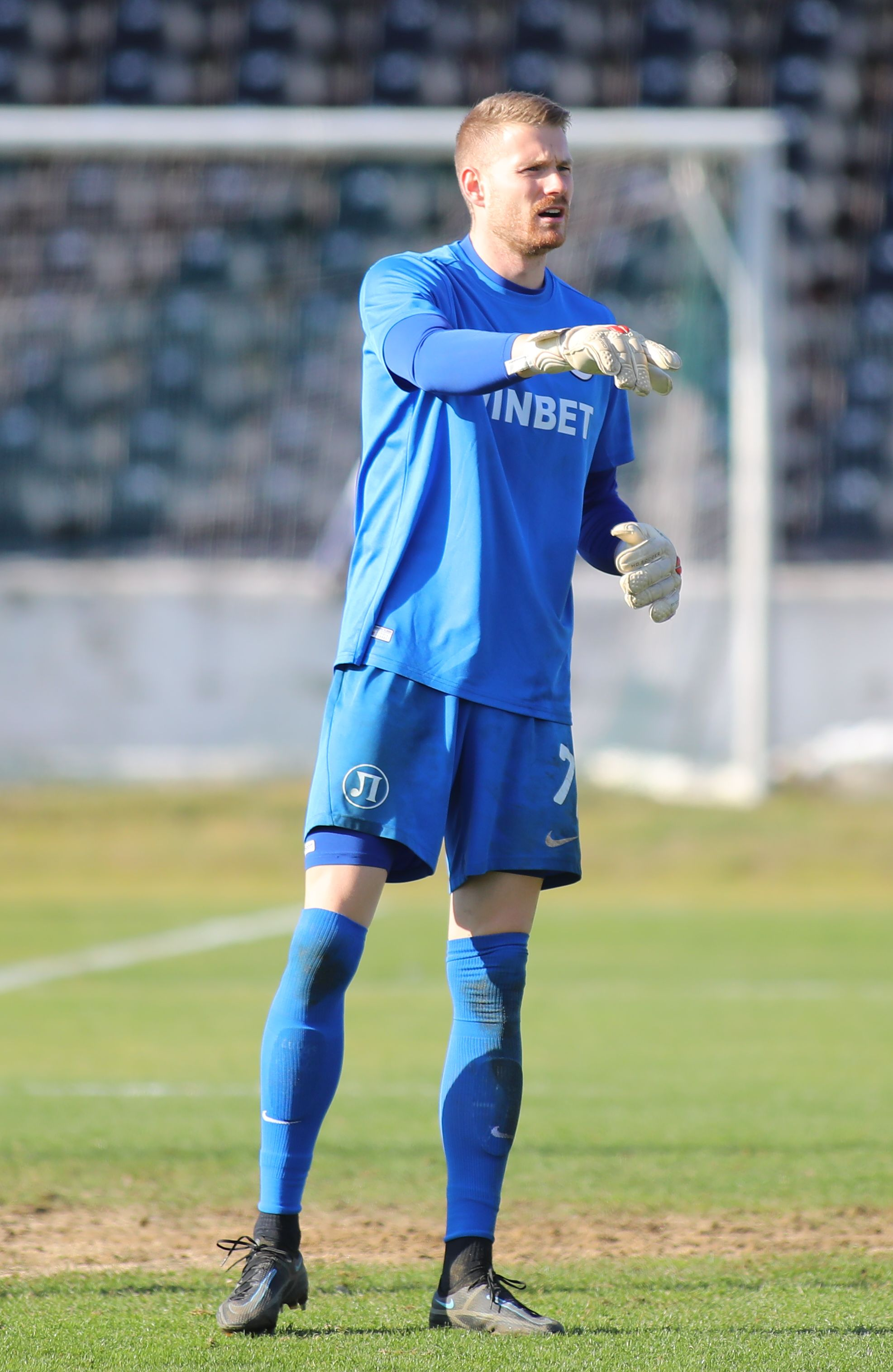

## Clubes
| Club                       | País       | Año       |
| -------------------------- | ---------- | --------- |
| Bayern de Múnich           | Alemania   | 2012-2014 |
| Vitória F. C.              | Portugal   | 2014-2017 |
| Bradford City A. F. C.     | Inglaterra | 2017-2018 |
| Rot-Weiss Essen            | Alemania   | 2018-2019 |
| VfB Lübeck                 | Alemania   | 2019-2021 |
| P. F. C. Lokomotiv Plovdiv | Bulgaria   | 2021-2022 |
| M. S. V. Duisburgo         | Alemania   | 2022-2023 |

## Palmarés

### Títulos nacionales
| Título           | Club             | País     | Año     |
| ---------------- | ---------------- | -------- | ------- |
| Bundesliga       | Bayern de Múnich | Alemania | 2013-14 |
| Copa de Alemania | Bayern de Múnich | Alemania | 2013-14 |

### Títulos internacionales
| Título            | Club             | País      | Año  |
| ----------------- | ---------------- | --------- | ---- |
| Mundial de Clubes | Bayern de Múnich | Marruecos | 2013 |